# مسجد کوردان
 مسجد کُوردان  مسجدی تاریخی واقع در روستای کُوردان از توابع بخش کوخرد شهرستان بستک در غرب استان هرمزگان، یکی از آثارهای تاریخی و از نقاط دیدنی استان هرمزگان در جنوب ایران است.
«مسجد تاریخی کُوردان» در ضلع شمالی غربی «روستا» واقع شده‌است. بنای این مسجد برسبک معماری قدیم و سقف بغدادی می‌باشد. این مسجد چند بار مرمت شده‌است، تاریخ بنای آن دقیقاً مشخص نیست، برخی گویند که از بناهای دورهٔ قاجار است، اما به روایت دیگر تاریخ بنای آن به دورهٔ قاجاریه دانسته‌اند. در ساختمان این مسجد، از سبک معماری و شبستان مساجد تقلیدی بستک تقلید شده‌است. شبستان و ستون‌ها چهار ضلعی هستند. مصالح به کار رفته در بنای مسجد از سنگ، گچ، چوب و گاهی از ساروج در پایه ی‌های شالده‌ها به کار برده‌اند. در ساختمان اولیه مسجد از جهت به کار بردن قطعات سنگ‌تراشی شده نقوش گل و بوته قابل ملاحظه بوده‌است. پوشش تزئینی تاق و سردرها و زینت‌کاری رواق‌ها با قطعات سنگ‌تراشیده شده آهکی وبا تزیینات گچبری فوق‌العاده جالب و ظریف صورت گرفته بوده‌است . نقوش این رواق‌ها، از سبک نقش و نگار هندی تأثیر گرفته بوده‌است، اما در اثر عوامل طبیعت، زلزله، و تعمیر و بازسازی پی در پی دیگر از این رسوم‌ها و نگاره‌ها خبری نیست. سقف مسجد از چوب مخصوصی به نام صندل یا (چندل) که از هندوستان و مومباسا آورده می‌شد ساخته شده‌است.